# Agrostis milioides
Agrostis milioides é uma espécie de gramínea do gênero Agrostis, pertencente à família Poaceae.